# 호리우치 노리코

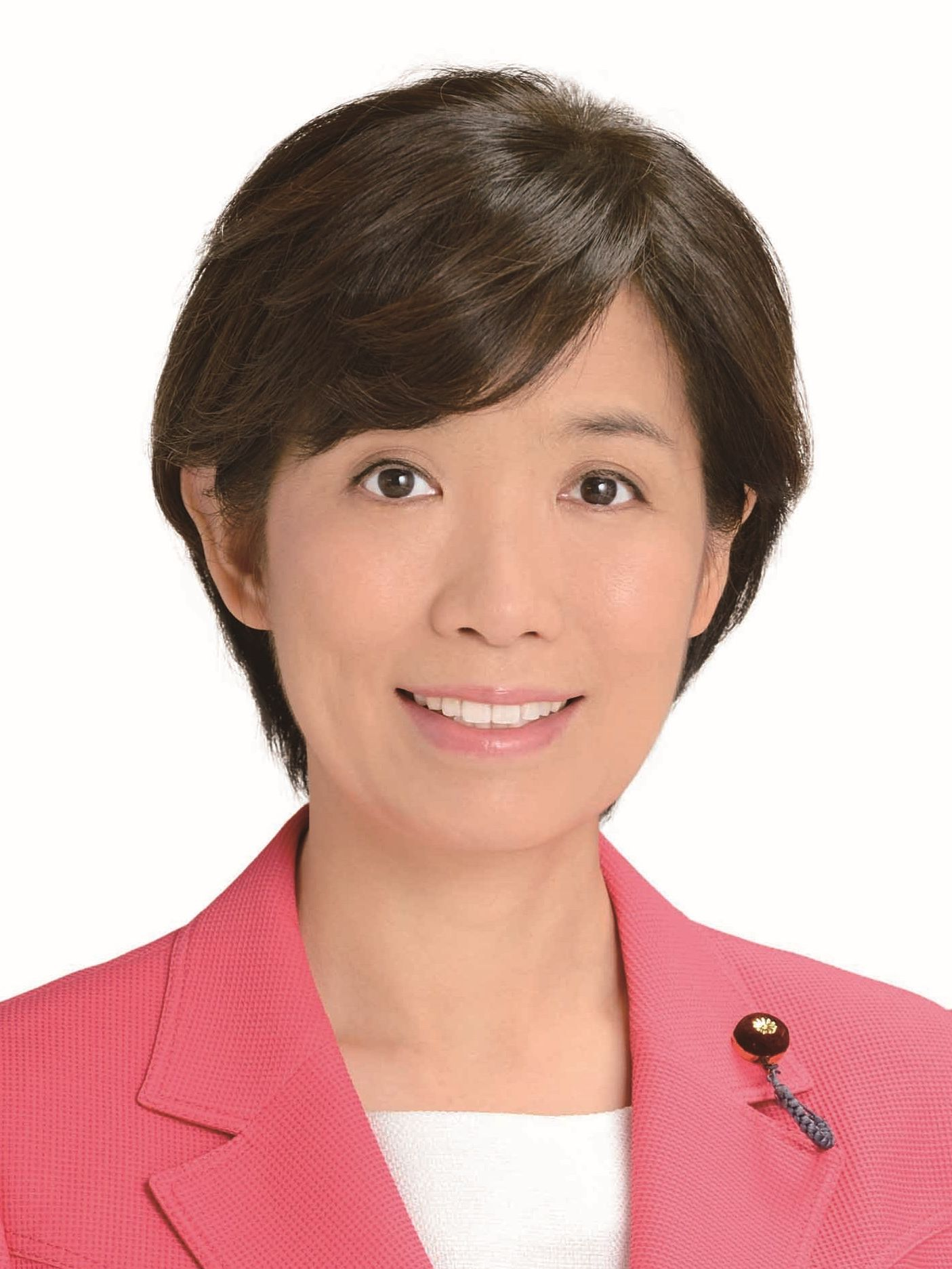
호리우치 노리코

호리우치 노리코(堀内詔子, 1965년 10월 28일~)는 일본의 정치인으로 자유민주당 소속의 중의원 (4선)이다. 지역구는 야마나시현 제2구이다. 옛 성은 고바야시(小林)이었다. 일본 야마나시현 후에후키시 출생이다.
아버지는 중의원 출신이며 제2차 하시모토 개조내각에서 통상산업대신을 역임했던 호리우치 미쓰오이다.

## 역대 선거 결과
|  | 35.81% |

|  | 40.59% |

|  | 40.12% |

|  | 67.93% |